# Transcendentni broj
Transcendentni broj, bilo realan ili kompleksan, je onaj broj koji nije algebarski, tj. onaj koji se ne može dobiti kao korijen polinoma s cjelobrojnim koeficijentima.
Najpoznatiji primjeri transcendentnih brojeva su {\displaystyle \pi } i {\displaystyle e}. Poznato je svega nekoliko klasa transcendentnih brojeva, jer je dokazivanje da je neka klasa transcendentna iznimno teško.
Ipak, transcedentni brojevi nisu rijetki; kako su algebarski brojevi prebrojivi, a skupovi realnih brojeva {\displaystyle \mathbb {R} } i kompleksnih brojeva {\displaystyle \mathbb {C} } neprebrojivi, ispada da su gotovo svi realni i kompleksni brojevi transcedentni. Nadalje, svi transcedentni brojevi su iracionalni, dok obrat ne vrijedi jer je primjerice iracionalan broj {\displaystyle {\sqrt {2}}} kao rješenje jednadžbe {\displaystyle x^{2}-2=0} algebarski.

## Povijest problema
Jednostavno je bilo dokazati postojanje transcendentnih brojeva i da ih je znatno više od algebarskih brojeva, no nije bilo jednostavno u povijesti dokazati da je konkretan broj transcendentan.:111
Jedan od najpoznatijih problema u matematici upravo je svoje rješenje našao u teoriji transcedentnih brojeva. Radi se o klasičnom starogrčkom problemu kvadrature kruga koji postavlja pitanje mogućnosti konstruiranja (ravnalom i šestarom) kvadrat s površinom jednakom površini jediničnog kruga.
Euler je vjerojatno prvi matematičar koji je definirao transcendentne brojeve u današnjem smislu. Naziv "transcendentni" dolazi od Leibniza koji je 1682. godine dokazao da {\displaystyle \sin x} nije algebarska funkcija po varijabli {\displaystyle x}.
Liouville je 1844. prvi dokazao egzistenciju transcendentnih brojeva, a 1851. je dao prvi decimalni prikaz takvog broja, tzv. Liouvilleovu konstantu:
{\displaystyle \sum _{k=1}^{\infty }10^{-k!}=0.110001000000000000000001000\ldots }
Johann Heinrich Lambert je 1761. godine dokazao iracionalnost broja {\displaystyle \pi } i ujedno izrekao pretpostavku o transcendentnosti brojeva {\displaystyle e} i {\displaystyle \pi }. 
Prvi broj za kojeg je dokazana transcendentnost, a da nije konstruiran samo za to, je bio {\displaystyle e} što je učinio Charles Hermite (1822. – 1901.) 1873. godine, dok je Georg Cantor 1874. godine ranije spomenutim argumentom prebrojavanja pokazao njihovu gustoću.
Ferdinand von Lindemann (1852. – 1939.) 1882. godine prvi dokazuje transcedentnost broja {\displaystyle \pi }, pokazujući da je bilo koja potencija s ne-nul eksponentom broja {\displaystyle e} transcendentni broj. Kako je {\displaystyle e^{i\pi }=-1} algebarski, to {\displaystyle i\pi }, a time i {\displaystyle \pi }, moraju biti transcedentni. Time je ujedno negativno riješen tzv. problem kvadrature kruga, odnosno problem konstrukcije samo uz pomoć šestara i ravnala kvadrata koji ima jednaku površinu kao i zadani krug.
David Hilbert je 1900. godine na međunarodnom kongresu matematičara u Parizu zadao svojih glasovitih 23 problema, od kojih je sedmi glasio dokazivanje transcedentnosti ili barem iracionalnosti broja {\displaystyle 2^{\sqrt {2}}}. Tek 1934. godine je ruski matematičar A. O. Gelfond i nezavisno od njega 1937. godine T. Schneider, dokazao znatno općenitiji teorem po kojemu je {\displaystyle a^{b}} transcedentan ako su {\displaystyle a} i {\displaystyle b} algebarski brojevi, {\displaystyle b} iracionalan i {\displaystyle a\neq 0,1}.

## Svojstva
Skup transcendentnih brojeva je neprebrojiv. Dokaz je jednostavan: kako je skup polinoma s cjelobrojnim koeficijentima prebrojiv i kako svaki polinom ima konačan broj nultočaka, to su i algebarski brojevi prebrojivi. Nadalje, kako Cantorov dijagonalni postupak dokazuje da je skup realnih brojeva, time i kompleksnih, neprebrojiv, to je skup transcendentnih brojeva neprebrojiv.
Nijedan transcendentan broj nije racionalan, ali ima iracionalnih brojeva koji nisu transcendentni. Primjerice, {\displaystyle {\sqrt {2}}} je iracionalan, ali kao nultočka algebarske jednadžbe {\displaystyle x^{2}-2=0} nije transcendentan nego algebarski.
Kod nekonstantnih algebarskih funkcija jedne varijable vrijednost funkcije u transcendentnom argumentu je transcendentna. Tako su, primjerice za {\displaystyle \pi }, i brojevi {\displaystyle 5\pi }, {\displaystyle {\sqrt {\pi }}}, {\displaystyle 1-\pi }, {\displaystyle {\frac {\pi -5}{({\sqrt {2}}+1)^{2}}}} transcendentni.
Međutim, kod funkcije više varijabli se kao vrijednost može dobiti algebarski broj ako uvršteni transcedentni brojevi nisu nezavisni. Primjerice, brojevi {\displaystyle \pi } i {\displaystyle 1-\pi } su transcedentni, ali je {\displaystyle \pi +(1-\pi )=1} algebarski. Trenutačno je nepoznato je li {\displaystyle \pi +e} transcendentan, dok je poznato da barem jedan od brojeva {\displaystyle \pi +e}, {\displaystyle \pi \cdot e} mora biti transcendentan. Općenitije, ako su {\displaystyle a} i {\displaystyle b} transcendentni brojevi, barem jedan od {\displaystyle a+b}, {\displaystyle ab} mora biti transcendentan. Da bi se to vidjelo, promotrimo polinom {\displaystyle (x-a)(x-b)=x^{2}-(a+b)x+ab} gdje su {\displaystyle a,b} transcendentni brojevi; ako bi i {\displaystyle a+b} i {\displaystyle ab} bili algebarski, bio bi to polinom s algebarskim koeficijentima. No, kako algebarski brojevi čine algebarski zatvoreno polje, njegove bi nultočke {\displaystyle a,b} bile algebarski brojevi, što je kontradikcija, pa barem jedan od koeficijenata mora biti transcendentan.
Neizračunljivi brojevi su podskup transcendentnih brojeva.
Liouvilleovi brojevi također čine podskup transcendentnih brojeva. Svaki Liouvilleov broj mora imati neograničen parcijalni kvocijent u rastavu na verižne razlomke, dok se prebrojavanjem može pokazati da postoje transcedentni brojevi kojima je parcijalni razlomak ograničen, pa nisu Liouvilleovi. Razvojem u verižne razlomke se može pokazati da niti {\displaystyle e} niti {\displaystyle \pi } nisu Liouvilleovi brojevi.

## Neki transcendentni brojevi i otvoreni problemi

### Neki poznati transcendentni brojevi
- {\displaystyle e^{a}}, gdje je {\displaystyle a} algebarski i različit od nule, je transcendentan; posebno slijedi da je {\displaystyle e} transcendentan;
- {\displaystyle \pi };
- {\displaystyle e^{\pi }}, Gelfondova konstanta;
- {\displaystyle a^{b}}, gdje su {\displaystyle a,b} algebarski, {\displaystyle a\neq 0,1}; posebno slijedi da je {\displaystyle 2^{\sqrt {2}}} transcendentan;
- {\displaystyle \sin x}, {\displaystyle \cos x}, {\displaystyle \mathrm {tg} \,x} poprimaju transcedentne vrijednosti za ne-nul algebarske vrijednosti nezavisne varijable {\displaystyle x};
- {\displaystyle \log _{a}x} poprima transcendentne vrijednosti za {\displaystyle x\neq a^{b}} gdje su {\displaystyle b} algebarski brojevi;

### Neki otvoreni problemi
Ne zna se jesu li transcendentni:
- {\displaystyle \pi +e,\ \pi -e,\ \pi \cdot e,\ {\frac {\pi }{e}},\ \pi ^{\pi },\ e^{e},\ \pi ^{e}}
- Euler-Mascheronijeva konstanta; ne zna se čak niti je li iracionalna;
- Catalanova konstanta, isto se ne zna je li iracionalna.